# Sustavi za plansko održavanje u pomorstvu
Sustavi za plansko održavanje u pomorstvu su sustavi koji omogućuju vlasnicima broda izvršavanje održavanja shodno preporukama proizvođača i klasifikacijskog društva. Sam sustav može biti u papirnatom obliku ili vođen preko računalnog sustava. Planiranje održavanja izvodi se na brodu. Nadgledanje održavanja vrši posada, koju nadziru ovlaštene osobe iz Klasifikacijskih društava koje shodno obavljenom poslu izdaju uvjerenja. Cijeli sustav planiranog održavanja stoga mora biti odobren od strane Klasifikacijskog društva kao što su Germanischer Lloyd, Lloyd's Register, Bureau Veritas, Det Norske Veritas, itd. Sva ova društva su članovi Međunarodnog udruženja Klasifikacijskih društava (International Association Of Classification Societies Ltd). Shodno pravilima ISM-a, planirano održavanje na brodovima je danas obvezatno.

## Povijest
Prvi spomen planiranog održavanja bio je 1915. godine u floti kitolovaca brodovlasnika Christensena. U to vrijeme, ta flota je bila najveća flota kitolovaca na svijetu. Nije točno poznato tko je sustav izmislio, danas se izum pripisuje tvrtci Arnesen Christensen & Co. Rani sustavi su bili u pisanom obliku i sadržavali su samo najvažnije stavke na brodu. Daljnji razvoj PMS-a u pomorstvu je uglavnom nepoznat. Prvi pravi sustav, detaljno razvijen i planiran nastaje 1950. godine u istoj tvrtci. Godine 1963. Anthony J. Ruffini stvara prvi sustav planskog održavanja za flotu ratne mornarice SAD. Razvoj računala dao je nove poticaje Planiranom održavanju u pomorstvu. Godine 1984. razvijen je prvi računalni sustav za plansko održavanje brodova. Nazvan je Asset Management Operating System (AMOS-D), a radio je u DOSu. Razvojem Windowsa došlo je do daljnjeg razvoja sustava. Danas postoji cijela lepeza računalnih programa kreiranih za plansko održavanje brodova.